# Mihail C. Șuțu
Mihail C. Șuțu (n. 15 februarie 1841, București, Țara Românească – d. 9 iulie 1933, București, România) a fost un istoric și numismat român, care a fost ales ca membru titular al Academiei Române. În perioada 18 noiembrie 1899 - 31 decembrie 1904 a fost guvernatorul Băncii Naționale a României.

## Lucrări publicate

### Cărți
- Introduction a l'etude des monnaies de l'Italie antique (vol. I - Paris, 1887; vol. II - 1889)

### Articole
- Systemes monetaire primitifs de l'Asia Mineure et de la Grece, în RIAF, nr. 2/1883, p. 214-247;
- Etalons ponderaux primitifs et lingots monetaires, ibidem, nr. 4/1885, p. 401-463;
- Etude sur les monnaies imperiales romaines, în RN, 1899, extras, 46 p.;
- Poids et monnaies de Tomis, Congrès international de Numismatique réuni, à Paris,en 1900, 1900, p. 115-148[2]
- Greutate de plumb inedită a urbei Tomis, în BSNR II (1904), p. 6-7[3]
- Monete din colecțiunea noastră inedite sau puțin cunoscute, în urbele antice din Dobrogea, în BSNR, V (1908), p. 7-29 și în AARMSI, XXXV (1913), p. 362-385;
- Ponduri antice inedite din Tomis și Callatis, în BSNR, X (1913), p. 3-10 și XI (1914), p. 1-9;
- Ponduri și monede identice din orașele noastre pontice, ibidem, XII (1915), p. 157-171;
- L'evolution ponderale dans l'antiquite, ibidem, XVI (1921), p. 57-82.

## Legături externe
- Membrii Academiei Române din 1866 până în prezent – S